# Моћ пса (филм)
Моћ пса (енгл. The Power of the Dog) амерички је вестерн психолошки драмски филм из 2021. године у режији Џејне Кемпион. Сценарио потписује Кемпион на основу истоименог романа аутора Томаса Савиџа из 1967. године, док су продуценти филма Емили Шерман, Ијан Канинг, Роџер Фрејпир, Кемпион и Тања Сегатчајн. Музику је компоновао Џони Гринвуд.
Насловну улогу тумачи Бенедикт Камбербач као власник ранча Фил Бурбанк, док су у осталим улогама Кирстен Данст, Џеси Племонс, Коди Смит-Макфи, Томасин Макензи, Џеневив Лемон, Кит Карадин и Франсес Конрој.
Дистрибуиран од стране Transmission Filmsа у Аустралији и Новом Зеланду и Netflixа у остатку света, филм је премијерно приказан 2. септембра 2021. на Филмском фестивалу у Венецији. Имао је ограничено приказивање у биоскопима у новембру 2021. године, а пуштен је у емитовање широм света на Нетфликсу 1. децембра 2021. Буџет филма је износио између 30−39 000 000 долара, а зарада од филма је износила 417 022 долара.
Филм је добио је многа признања, укључујући водећих 12 номинација на 94. додели Оскара, укључујући номинацију за најбољи филм (Шерман, Канинг, Фрејпир, Кемпион и Сегатчајн), најбољег режисера (Кемпион) и најбољег глумца у главној улози (Камбербач), и именован је за најбољи филм 2021. године од стране Америчког филмског института. 
Номинован је и за седам БАФТА награда, победивши за најбољи филм и најбољу режију. Такође, добио је седам номинација за Златни глобус, победивши за најбољи играни филм (драма), најбољег споредног глумца у играном филму (Смит-Макфи) и најбољег режисера.

## Радња
Прича почиње с два брата ранчера, Филом (Бенедикт Камбербач) и Џорџом (Џеси Племонс), и прати шта се догађа када Џорџова нова супруга и удовица Роуз (Кирстен Данст) и њезин син Питер (Коди Смит-Макфи), уселе с њима. Социопата Фил одмах почиње мучити и мајку и сина из разлога дубоко скривених у самој психологији лика који ће се откривати кроз читав филм, а никада бити у потпуности јасни. Роуз се уништава алкохолом, али се Питер показао снажнијим него што се очекује те покушава стати на крај Филу.

## Улоге
| Глумац             | Улога              |
| ------------------ | ------------------ |
| Бенедикт Камбербач | Фил Бербанк        |
| Кирстен Данст      | Роуз Гордон        |
| Џеси Племонс       | Џорџ Бербанк       |
| Коди Смит-Макфи    | Питер Гордон       |
| Томасин Макензи    | Лола               |
| Џеневив Лемон      | Луис               |
| Кит Карадин        | Едвард             |
| Франсес Конрој     | стара дама Бербанк |